# Las Marotas
Las Marotas (auch: La Marotas) ist eine Ortschaft im Departamento Santa Cruz im Tiefland des südamerikanischen Anden-Staates Bolivien.

## Lage
Las Marotas ist eine Ortschaft im Municipio Mineros und liegt in der Provinz Obispo Santistevan auf einer Höhe von 244 m am linken, westlichen Ufer des Río Piraí, der flussabwärts in den Río Yapacaní mündet.

## Geographie
Las Marotas liegt im tropischen Feuchtklima vor dem Ostrand der Anden-Gebirgskette der Cordillera Oriental. Die Region ist erst in den letzten Jahrzehnten erschlossen worden und war vor der Kolonisierung von Monsunwald bedeckt, ist heute aber größtenteils Kulturland.
Die mittlere Durchschnittstemperatur der Region liegt bei knapp 25 °C (siehe Klimadiagramm San Pedro), die Monatswerte schwanken zwischen 21 °C im Juni/Juli und 26 bis 27 °C von Oktober bis März. Der Jahresniederschlag beträgt fast 1500 mm, die Monatsniederschläge sind ergiebig und liegen zwischen 50 mm im Juli und 250 mm im Januar.

## Verkehr
Las Marotas liegt in einer Entfernung von 116 Straßenkilometer nördlich von Santa Cruz, der Hauptstadt des Departamentos.
Vom Zentrum von Santa Cruz aus führt die asphaltierte Nationalstraße Ruta 4 nach Norden über 60 Kilometer bis zu dem nördlich der Stadt Montero gelegenen Kreuzungspunkt Guabirá. Hier biegt die Ruta 4 nach Westen Richtung Cochabamba ab, während weiter nach Norden die Ruta 10 Richtung Mineros führt. Dort in Mineros zweigt nach Nordwesten die Ruta 37 ab, erreicht nach sieben Kilometern Pueblo Nuevo de Mineros und führt weiter nach Villa Rosario. Von Pueblo Nuevo aus überquert eine Landstraße den Río Piraí und führt in nordwestlicher Richtung bis zum fünfzehn Kilometer entfernten Las Marotas.

## Bevölkerung
Die Einwohnerzahl der Ortschaft ist in den vergangenen beiden Jahrzehnten um mehr als ein Drittel angestiegen:
| Jahr | Einwohner | Quelle       |
| ---- | --------- | ------------ |
| 1992 | 121       | Volkszählung |
| 2001 | 296       | Volkszählung |
| 2012 | 167       | Volkszählung |

Aufgrund der seit den 1960er Jahren durch die Politik forcierten Zuwanderung indigener Bevölkerung aus dem Altiplano weist die Region einen nicht unerheblichen Anteil an Quechua-Bevölkerung auf, im Municipio Mineros sprechen 23,3 Prozent der Bevölkerung Quechua.